# Liste der Stolpersteine in Elmshorn

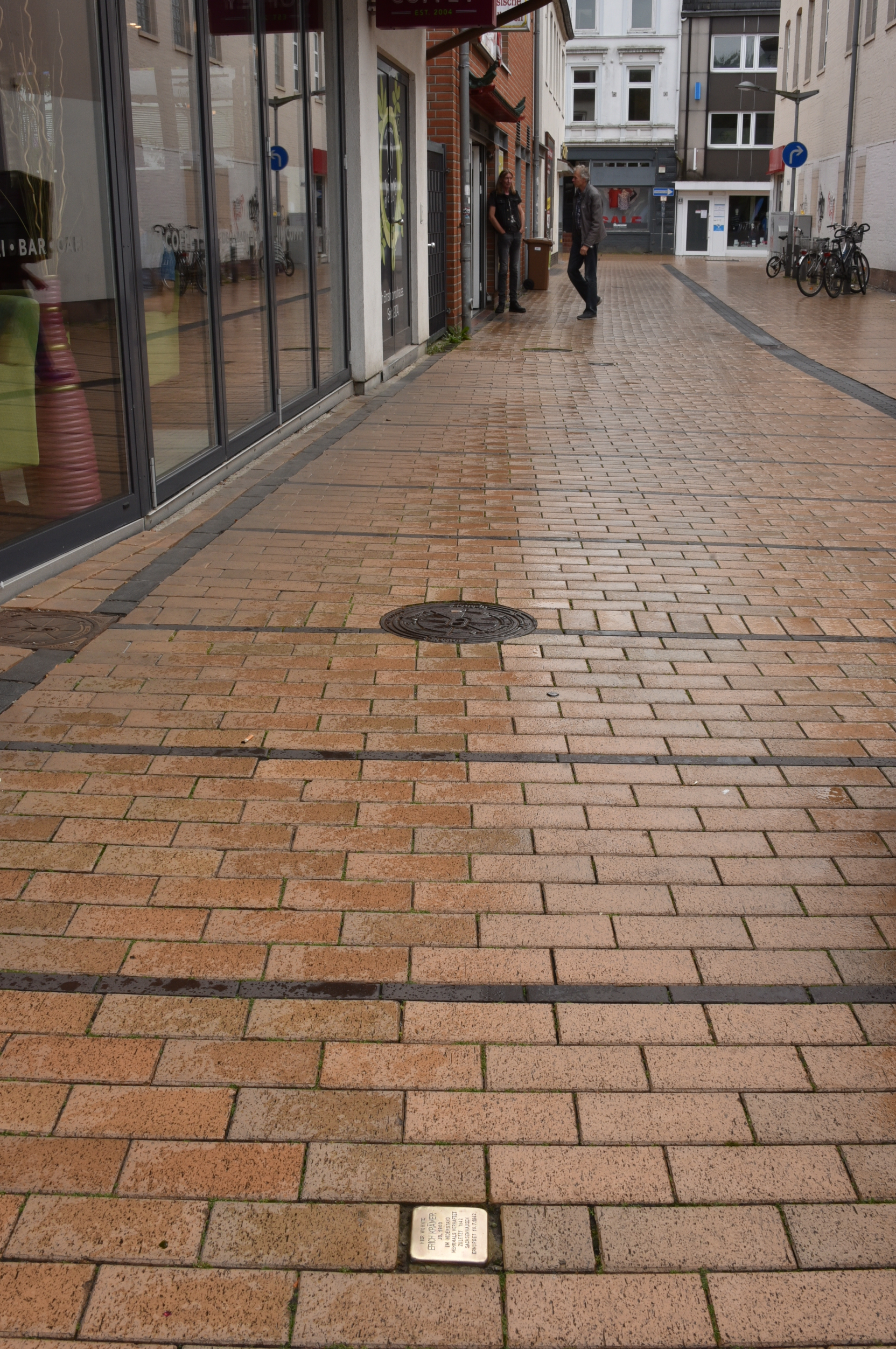
Stolperstein in der Peterstraße

Die Liste der Stolpersteine in Elmshorn enthält alle Stolpersteine, die im Rahmen des gleichnamigen Kunstprojekts von Gunter Demnig in Elmshorn verlegt wurden. Mit ihnen soll den Opfern des Nationalsozialismus gedacht werden, die in Elmshorn lebten und wirkten.
Initiiert wurden die Elmshorner Stolpersteine durch die Arbeitsgemeinschaft Stolpersteine für Elmshorn. Unterstützt wird das Projekt von der Stadt Elmshorn.

## Liste der Stolpersteine
Die Tabelle ist teilweise sortierbar, die Grundsortierung erfolgt alphabetisch nach dem Namen des Opfers.
| Stolperstein | Inschrift | Verlegeort               | Name, Leben |
| --- | --- | ------------------------ | --- |
| | HIER WOHNTE MAX ANDREAS HAHN JG. 1882 VERHAFTET 1936 KZ SACHSENHAUSEN ERMORDET 13.11.1939                                                        | Friedensallee 42         | Max Andreas Hahn (1882–1939) |
| | HIER WOHNTE JOHN HASENBERG JG. 1892 FLUCHT HOLLAND INTERNIERT WESTERBORK DEPORTIERT 16.2.1944 BERGEN-BELSEN TOT AN HAFTFOLGEN 23.1.1945          | Kirchenstraße 40         | John Hasenberg (1892–1945) |
| | HIER WOHNTE ALBERT HIRSCH JG. 1878 VOR DER DEPORTATION FLUCHT IN DEN TOD 1.12.1941                                                               | Lornsenstraße 35         | Albert Hirsch (1878–1941) |
| | HIER WOHNTE REINHOLD JÜRGENSEN JG. 1898 REICHSTAGSABGEORDNETER MEHRMALS VERHAFTET ZULETZT 19.12.1934 KZ FUHLSBÜTTEL ERSCHLAGEN VON SS 20.12.1934 | Morthorststraße 14 ⊙     | Reinhold Jürgensen (1898–1934), sein Name steht zudem auf dem Gedenkstein vor dem Rathaus.                                                          |
| | HIER WOHNTE RICHARD JÜRGENSEN JG. 1903 IM WIDERSTAND MEHRMALS VERHAFTET KZ FUHLSBÜTTEL GESTAPOLAGER HAMBURG TOT 22.3.1945 BEI BOMBARDIERUNG      | Kirchenstraße 51         | Richard Jürgensen (1903–1945) |
| | HIER WOHNTE ERICH KRÄMER JG. 1900 IM WIDERSTAND MEHRMALS VERHAFTET ZULETZT 1942 SACHSENHAUSEN ERMORDET 16.4.1942                                 | Peterstraße 4            | Erich Krämer (1900–1942) |
| | HIER WOHNTE SELMA LEVI GEB. LÖWENSTEIN JG. 1883 DEPORTIERT 1941 ERMORDET IN RIGA                                                                 | Peterstraße 31–33        | Selma Levy, geborene Löwenstein (1883–1941/45) |
| | HIER WOHNTE JOHN LÖWENSTEIN JG. 1886 DEPORTIERT 1941 ERMORDET IN MINSK                                                                           | Peterstraße 31–33        | John Löwenstein (1886–1941/45) |
| | HIER WOHNTE KARL LÖWENSTEIN JG. 1880 DEPORTIERT 1941 ERMORDET IN RIGA                                                                            | Peterstraße 31–33        | Karl Löwenstein (1880–1941/45) |
| | HIER WOHNTE HEINRICH KASTNING JG. 1904 IM WIDERSTAND VERHAFTET GEFÄNGNIS IN KIEL TOT 15.8.1941                                                   | Ludwig-Meyn-Straße 5 ⊙   | Heinrich Kastning |
| | HIER WOHNTE MAX MAACK JG. 1897 GEDEMÜTIGT / ENTRECHTET FLUCHT IN DEN TOD 4.4.1942                                                                | Hogenkamp 7 ⊙            | Max Maack |
| | HIER WOHNTE ALFRED OPPENHEIM JG. 1897 VERHAFTET 1942 KZ FUHLSBÜTTEL TOT 6.4.1943                                                                 | Kaltenweide 3            | Alfred Oppenheim (1897–1943) |
| | HIER WOHNTE LUDWIG OTTO JG. 1909 FLUCHT 1936 SPANIEN INTERNATIONALE BRIGADEN VERHAFTET IN FRANKREICH ERSCHOSSEN 12.5.1940 LOUVIERE / BELGIEN     | Gerlingweg 81            | Ludwig Otto (1909–1940) |
| | HIER WOHNTE STANISLAUS PADE JG. 1921 ZWANGSARBEIT VERHAFTET WEGEN HANDEL MIT BROTMARKEN U-HAFT HAMBURG HINGERICHTET 5.2.1943                     | Langelohe 61 ⊙           | Stanislaus Pade (1921–1943) |
| | HIER WOHNTE WILHELM PEETZ JG. 1892 VERHAFTET DEZ. 1934 KZ ESTERWEGEN MISSHANDELT VON SS TOT 3.10.1935                                            | Klaus-Groth-Promenade 13 | Wilhelm Peetz (1892–1935) |
| | HIER WOHNTE GEORG ROSENBERG JG. 1886 VERHAFTET 1939 DEPORTIERT 1943 ERMORDET IN AUSCHWITZ                                                        | Kirchenstraße 4          | Georg Rosenberg (1886–1943/45) |
| | HIER WOHNTE EMIL SEEMANN JG. 1900 FLUCHT 1936 SPANIEN INTERNATIONALE BRIGADEN GEFALLEN 20.11.1936 BEI MADRID                                     | Gerlingweg 81            | Emil Seemann (1900–1936) |
| Bild gesucht Der Benutzer GeorgDerReisende ( Diskussion ) wünscht sich an dieser Stelle ein Bild vom Ort mit diesen Koordinaten 53.768561 9.657646 . Motiv: Fuchsberger Allee 22: der Stolperstein für Heinrich Sibbert, die Lage und das Haus Falls du dabei helfen möchtest, erklärt die Anleitung , wie das geht. BW | HIER WOHNTE HEINRICH SIBBERT JG. 1906 EINGEWIESEN HEILANSTALT BERNBURG ERMORDET 9.7.1941                                                         | Fuchsberger Allee 22     | Heinrich Sibbert (1906–1940) Stolperstein Mai 2025 nicht auffindbar (Bürgersteig vor Fuchsberger Allee 22 verschmutzt / beschädigt durch Baustelle) |
| | HIER WOHNTE ADELE ELSA STOPPELMANN GEB. VOGEL JG. 1877 DEPORTIERT 1942 AUSCHWITZ ERMORDET 26.10.1942                                             | Norderstraße 28          | Adele Elsa Stoppelmann, geborene Vogel (1877–1942)                                                                                                  |
| | HIER WOHNTE HANS-DANIEL STOPPELMANN JG. 1912 DEPORTIERT 1942 AUSCHWITZ ERMORDET 30.6.1944                                                        | Norderstraße 28          | Hans Daniel Stoppelmann (1912–1944) |
| | HIER WOHNTE BENNO BENGALO WINTERSTEIN JG. 1932 DEPORTIERT 1944 ERMORDET IN AUSCHWITZ                                                             | Königstraße 51 ⊙         | Benno Bengalo Winterstein (1932–1944/45) |
| | HIER WOHNTE ESTHER MARGA WINTERSTEIN JG. 1931 DEPORTIERT 1944 AUSCHWITZ RAVENSBRÜCK MAUTHAUSEN BERGEN-BELSEN BEFREIT / ÜBERLEBT                  | Königstraße 51 ⊙         | Esther Marga Winterstein (1931–) |
| | HIER WOHNTE GERSON WINTERSTEIN JG. 1905 DEPORTIERT 1934 SCHICKSAL UNBEKANNT                                                                      | Königstraße 51 ⊙         | Gerson Winterstein (1905–?) |
| | HIER WOHNTE MAX WRIEDT JG. 1886 IM WIDERSTAND MEHRMALS VERHAFTET ZULETZT 1934 KZ FUHLSBÜTTEL ERMORDET 21.1.1935                                  | Timm-Kröger-Straße 9 ⊙   | Max Wriedt (1886–1935) |
| | HIER WOHNTE HANS CHRISTIAN CARL WULFF JG. 1893 ZEUGE JEHOVAS VERHAFTET SACHSENHAUSEN TOT 11.2.1939                                               | Königstraße 51 ⊙         | Hans Christian Carl Wulff (1893–1939) |

## Verlegedaten
- 14. August 2007: Hogenkamp 7, Langelohe 61, Ludwig-Meyn-Straße 5, Morthorststraße 14, Timm-Kröger-Straße 9
- 15. April 2008: Königstraße 51